# Mesa de Capulines
Mesa de Capulines är en ort i Mexiko.   Den ligger i kommunen Huauchinango och delstaten Puebla, i den sydöstra delen av landet, 130 km nordost om huvudstaden Mexico City. Mesa de Capulines ligger 2 145 meter över havet och antalet invånare är 808.
Terrängen runt Mesa de Capulines är huvudsakligen kuperad, men den allra närmaste omgivningen är platt. Runt Mesa de Capulines är det ganska tätbefolkat, med 155 invånare per kvadratkilometer. Närmaste större samhälle är Huauchinango, 9,5 km nordost om Mesa de Capulines. I omgivningarna runt Mesa de Capulines växer i huvudsak blandskog.